# Schlacht bei Muret
Die Schlacht bei Muret war eine Entscheidungsschlacht im mittelalterlichen Frankreich zwischen dem Kreuzfahrerheer des Albigenserkreuzzuges und einer Koalition der Fürsten des Languedoc (Okzitanien). Die Schlacht fand am 12. September 1213 bei Muret im heutigen Département Haute-Garonne statt und endete mit dem Sieg der Kreuzfahrer.

## Vorgeschichte
Seit dem Jahr 1209 war die Region des Languedoc im Süden des heutigen Frankreichs Schauplatz des im Auftrag des Papstes hart geführten Albigenserkreuzzuges, der die Bekämpfung der als häretisch geltenden Sekte der Katharer und ihrer Unterstützer zum Ziel hatte. Die Ritter des Kreuzzuges stammten mehrheitlich aus Nordfrankreich und wurden angeführt von dem Baron Simon IV., Herrn von Montfort. Die Gegner des Kreuzzuges waren die alteingesessenen Grafen der Region, die zwar alle der katholischen Kirche angehörten, sich aber von den mit dem Kreuzzug einhergehenden Machtansprüchen Simons bedroht sahen. Ein weiterer Machtfaktor, der durch den Kreuzzug berührt wurde, war das Königreich Aragón, das nomineller Lehnsherr über einen großen Teil des Languedoc war. Nachdem die Kreuzfahrer nach der Einnahme der Stadt Carcassonne im August 1209 die vizegräfliche Familie der Trencavel vertrieben hatten, wurde Simon de Montfort von einem päpstlichen Legaten zum neuen Vizegrafen von Carcassonne ernannt. Damit wurden die geltenden Rechte König Peters II. von Aragón ignoriert, welcher der Lehnsherr der Trencavel war und dadurch in das Lager der Kreuzzugsgegner gedrängt wurde. Er konnte sich zunächst kaum wehren, da er zur selben Zeit in den Kampf der christlichen Könige Spaniens gegen die Mauren (Reconquista) involviert war. Simon konnte dies zu seinem Vorteil nutzen und wurde 1211 von Aragón anerkannt. König Peter versuchte aber durch seine Parteinahme für die Grafen von Toulouse und Foix ein weiteres Ausgreifen Simons zu verhindern.
Am 16. Juli 1212 errangen die spanischen Könige in der Schlacht bei Las Navas de Tolosa einen entscheidenden Sieg über die Mauren und König Peter stieg zu einem Helden der Christenheit auf (el Catolico). Von der einen Front entlastet, wandte er sich nun dem päpstlichen Kreuzzug zu. Im Frühjahr 1213 traf er sich zu einem persönlichen Gespräch mit Simon de Montfort in Lavaur. In der Verhandlung kam es erneut zu keiner Annäherung, vor allem weil sich Simon weigerte, eine Garantie auf die Unverletzlichkeit des Besitzstandes der Grafen des Languedoc, mit denen der König sympathisierte, zu geben. Ein entscheidender Kampf zwischen den Parteien war nun unausweichlich. Im Sommer 1213 überquerte König Peter mit einem Heer die Pyrenäen und vereinte sich in Toulouse mit den Truppen der Grafen. Diese huldigten ihm als ihrem Schutz- und Lehnsherren, sogar Graf Raimund VI. von Toulouse, obwohl sich seine Dynastie seit mehreren Generationen im Machtkampf mit Aragón um die Vorherrschaft im Languedoc befand.

### Belagerung von Muret
Das vereinte Heer zog nun gegen die Stadt Muret, die dem Grafen Bernard IV. von Comminges gehörte und seit 1212 von den Kreuzfahrern besetzt war. Am 8. September erreichte das Heer, von Norden kommend, die Stadt, die von 30 Rittern und einigen hundert Armbrustschützen gehalten wurde. Eine Abteilung unter dem Grafen Raimund Roger von Foix drang durch das nördliche Tor in die Stadt ein, worauf sich die unterlegenen Verteidiger in die Zitadelle der Stadt zurückzogen, die von zwei Seiten des Flusses Garonne und seines Seitenarms (Louge) geschützt war. Dabei gelang es ihnen einen Boten zu dem in Fanjeaux weilenden Simon de Montfort zu schicken. Der ließ seine berittenen Truppen sammeln und eilte mit ihnen nach Muret, wo er am 11. September eintraf.
Simon drang sofort mit seinem Heer in die Stadt ein und verwickelte die Truppen von Foix in Straßenkämpfe. Da sich aber keine Entscheidung abzeichnete, zog sich Simon aus der Stadt, scheinbar auf der Flucht, am linken Ufer der Garonne Richtung Süden zurück. Allerdings ließ er sein Heer dann nach Westen schwenken und überquerte die Louge, wo er das Aufgebot der toulousanischen Stadtmiliz in die Flucht schlug. Damit befanden sich nun die beiden feindlichen Heere auf einer Ebene vor der Stadt, der Graf von Foix verließ ebenfalls die Stadt, um sich mit seinen Verbündeten zum entscheidenden Kampf vorzubereiten, der am folgenden Tag stattfinden solle.

### Aufstellung zur Schlacht
Das Heer Simons de Montfort war zahlenmäßig weit unterlegen, da die meisten Kreuzfahrer nach dem Verstreichen einer Mindestkampfzeit von 40 Tagen in ihre nordfranzösische Heimat zurückkehrten und Verstärkung nur unregelmäßig eintraf. Sein Heer umfasste nur ca. 900 Ritter und berittene Sergeanten, war aber gut ausgebildet und ausgerüstet. Simon stellte seine Reiter in drei Reihen zu je ca. 300 Mann auf, die erste unter Guillaume des Barres, die zweite unter Bouchard de Marly und die dritte als Reserve von ihm selbst geführt. Die Garnison von Muret nahm nicht an der Schlacht teil. Ebenso verfuhr die Koalition des Languedoc, die scheinbar auch ein reines Reiterheer formierte. In vorderster Linie positionierte sich der Graf von Foix mit ca. 600 Rittern und berittenen Sergeanten, in der zweiten stand der König von Aragón mit ca. 700 Reitern, in der dritten der Graf von Toulouse mit ca. 900 Reitern. Das hauptsächlich aus Milizen bestehende Fußvolk des Languedoc hielt sich teils noch im Feldlager, teils bei der Belagerung von Muret auf und nahm nicht an der Schlacht teil.
Die Kreuzfahrer hatten den Vorteil, mit Simon de Montfort einen unumstrittenen Anführer an ihrer Spitze zu haben, dessen Befehlen sich alle anderen Truppenführer unterordneten. Bei den Okzitaniern war dies nicht der Fall, der König von Aragon war zwar ihr nomineller Oberbefehlshaber, doch musste der sich mit den Grafen über das taktische Vorgehen gegen den Feind beraten. Der Graf von Toulouse hatte sich dabei für einen defensiv ausgerichteten Plan ausgesprochen, außerdem wollte er auf die Ankunft einer Verstärkung durch Nuno Sanchez von Roussillon warten. Der König aber schlug dies in Anbetracht seiner Überlegenheit als unritterlich aus und forderte ein offensives Vorgehen. Der Graf von Foix stand ihm bei, wobei eine Rolle gespielt haben kann, dass die Häuser Foix und Toulouse seit langem in Rivalität zueinander standen.

### Die Schlacht

Ansicht der Schlacht

So begann die Schlacht mit einer Attacke des Grafen von Foix, dem Simon de Montfort die Reihe von Guillaume des Barres entgegenwarf und die er so band. Dadurch wurde für die Kreuzfahrer ein Weg auf die Linie des Königs von Aragón frei, dem Simon nun die Reihe von Bouchard de Marly in einem Frontalangriff entgegenschickte. Simon selbst setzte zugleich auf volles Risiko, indem er seine eigene Reihe, die Reserve, in Bewegung setzte und in die rechte Flanke des Königs einbrach. Die Kreuzfahrer griffen den König so von zwei Seiten an und drängten ihn von seinen Verbündeten weg in Richtung seines Feldlagers. Der Graf von Toulouse, der mit seinem Aufgebot dem König entlastend zu Hilfe hätte kommen können, blieb mit seinen Rittern weiterhin zurück und wartete stattdessen den weiteren Verlauf des Kampfes ab. Dies spielte Montfort in die Hände, der den König nun in den Nahkampf nötigte. Der Ritter Florent de Ville bedrängte dabei den königlichen Bannerträger und brachte diesen zu Fall. Der König selbst soll der Überlieferung zufolge nicht in seiner eigenen Rüstung gekämpft haben, sondern in der eines seiner untergebenen Ritter. Der Ritter Alain de Roucy stellte den König, und obwohl dieser sich durch Zurufen zu erkennen gab, erschlug ihn Roucy mit seinem Schwert.
Der Tod des Königs brachte die Entscheidung, seine aragonesischen Ritter nahmen sofort die Flucht auf und auch der Graf von Toulouse zog sich mit seinen Rittern, ohne am Kampf teilgenommen zu haben, in seine Hauptstadt zurück, um sie in Verteidigungsbereitschaft zu setzen. Die Kreuzfahrer wandten sich danach gegen die restlichen Milizionäre, die noch die Stadt belagerten und schlugen sie in die Flucht.

## Folgen

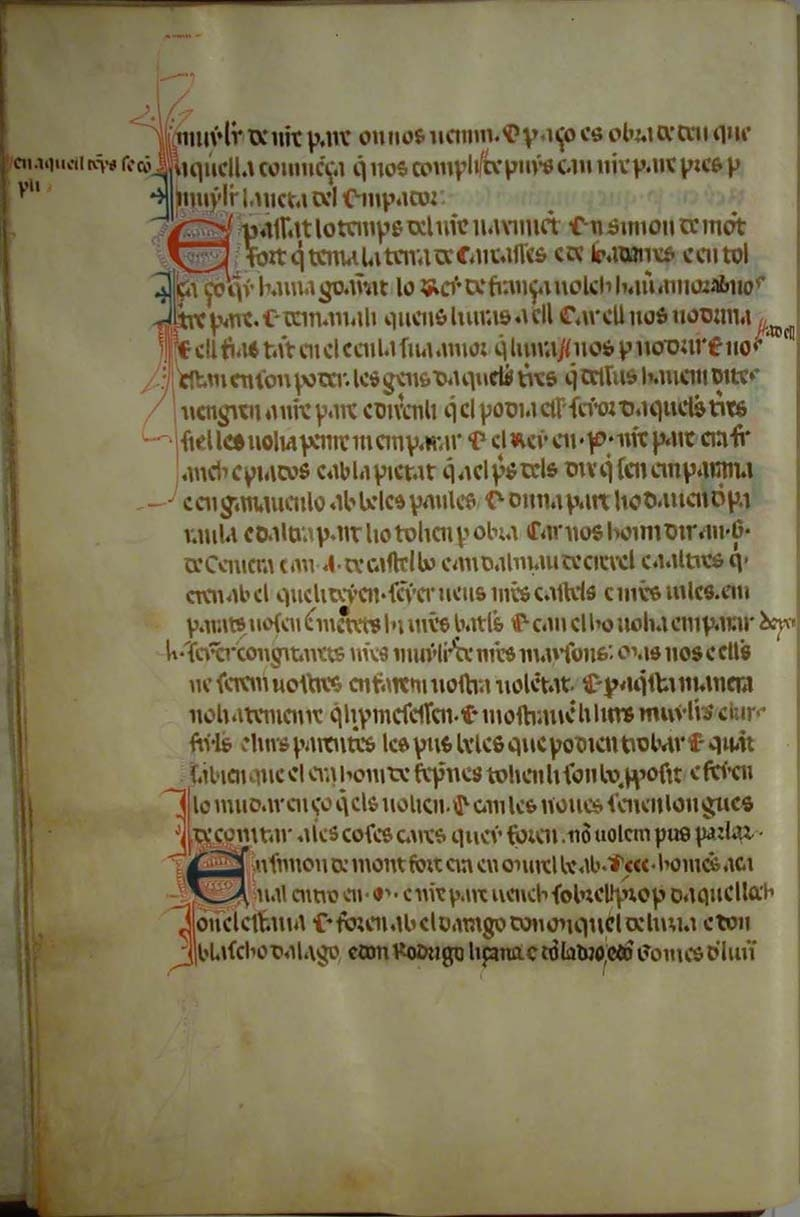
Die Schlacht bei Muret beschrieben in der Llibre dels fets des Königs Jakob I. von Aragón (1343)

Simon de Montfort hatte mit seinen Kreuzrittern einen vorläufigen Sieg im Albigenserkreuzzug erringen können. Unmittelbar nach der Schlacht gelang es ihm, Toulouse einzunehmen, das sich ihm kampflos ergab, der Graf war nach England geflüchtet. Die gefangengenommenen aragonesischen Ritter, unter denen sich auch der unmündige Infant und nunmehrige König Jakob I. befand, hatte er sofort wieder freigelassen, da er sich in Zukunft ein friedliches Einvernehmen mit Aragón wünschte. Simon befand sich auf dem Höhepunkt seiner Macht, besonders, nachdem auch das Vierte Laterankonzil (1215) ihm alle gemachten Eroberungen bestätigte.
Die Grafen des Langudeoc aber gaben den Kampf nicht auf und führten ihn ab 1216 weiter. Dabei gelang es dem Grafen von Toulouse, seine Hauptstadt 1218 wieder zurückzuerobern. Bei der anschließenden Belagerung durch die Kreuzfahrer wurde Simon de Montfort getötet. Damit erreichten die Okzitanier eine Wende und vertrieben bis 1224 die letzten Kreuzfahrer aus dem Langudeoc. Dennoch war die Region danach wirtschaftlich und militärisch so stark geschwächt, dass sie dem anschließenden Kreuzzug des Königs Ludwig VIII. von Frankreich von 1226 nichts mehr entgegensetzen konnten.
Die nachhaltigsten Folgen der Schlacht von Muret erlebte das Königreich Aragón. Dessen seit mehr als einhundert Jahren verfolgte Politik zur Errichtung eines mediterranen Reiches von Katalonien über das Languedoc bis in die Provence fand ein schlagartiges Ende. Stattdessen schob sich die französische Königsmacht in das durch den Rückzug Aragóns entstehende Machtvakuum vor. Im Vertrag von Meaux-Paris 1229 erkannten die Grafen des Languedoc die französische Krone als neuen Lehnsherren an, Aragon erkannte diese neuen Herrschaftsverhältnisse im Vertrag von Corbeil 1258 an. Aragón verlagerte seine Expansionsbestrebungen nun auf das Mittelmeer, eroberte bis 1235 die Balearen, nach der sizilianischen Vesper 1282 die Insel Sizilien und stieg zur führenden Seemacht des westlichen Mittelmeers auf.